# ديريك فلورنسا
ديريك فلورنسا (بالإنجليزية: Derrick Florence)‏ هو عداء سريع أمريكي، ولد في 19 يونيو 1968 في غالفستون في الولايات المتحدة.

## وصلات خارجية
- ديريك فلورنسا على موقع الاتحاد الدولي لألعاب القوى (الإنجليزية)